# Eudarcia balcaicum
Eudarcia balcaicum är en fjärilsart som beskrevs av Reinhardt Gaedike 1988. Eudarcia balcaicum ingår i släktet Eudarcia och familjen äkta malar.
Artens utbredningsområde är Grekland. Inga underarter finns listade i Catalogue of Life.